# Jéssica Vilela
Jéssica Voltolini Vilela (Cajuru, 21 de agosto de 1993) é uma modelo brasileira, bailarina do Faustão e vencedora do concurso Miss São Paulo 2015. Como Miss São Paulo, Jéssica Vilela representou São Paulo no concurso Miss Brasil 2015 no Citibank Hall em São Paulo.